# Gens de la lune (band)
Gens de la lune is een Franse muziekgroep ontstaan in 2007.
Het bekendste lid van de band is Francis Décamps; hij was medeoprichter van Ange en speelde daarin jaren samen met zijn broer Christian Décamps en was enige tijd belangrijkst lid als componist van liederen. Een muzikaal meningsverschil omtrent de richting van de muziek was de oorzaak dat de gebroeders uiteengingen en Francis vertrok. Het bleef een flink aantal jaren stil rond Francis, in 2007 kwam het bericht dat hij met een nieuwe band bezig was. Begin 2009 volgde hun eerste nog titelloze album. In begin 2010 kwam het bericht dat band bezig is met de opname van een tweede album. De theatrale muziek neigt, ondanks de aangekondigde meningsverschillen in Ange, toch naar de muziek van die band. Dat kan haast ook niet anders Francis leverde van 1969 tot 1995 muziek voor Ange. Décamps en Suzan kenden elkaar al van Couleur Métis, het album van Suzan waar Francis enige composities voor leverde. 

## Leden
- Damien Chopard – gitaar, zang en percussie
- Francis Décamps – toetsinstrumenten, zang, percussie en gitaar
- Jean-Philipe Suzan – zang en percussie
- Gérard Jelsch (ex-lid Ange)– drumkit (1e album)
- James Kaas – basgitaar (1e album)
- Farid Boubrit - basgitaar (2e album)
- Cedric Mells - slagwerk (2e album)

## Discografie
- 2009: Gens de la lune
- 2011: Alors joue!